# The Sims 2: Apartment Pets
The Sims 2: Apartment Pets är ett datorspel för Nintendo DS från 2008 utvecklat av The Sims Division och utviget av Electronic Arts. Spelet har beskrivits som Nintendo DS:s uppföljare till The Sims 2: Djurliv. Spelaren måste ha originalspelet The Sims 2 för att kunna spela Apartment Pets.

### Fotnoter
1. ↑  IGN
2. 1 2  Official Site Arkiverad 10 juni 2008 hämtat från the Wayback Machine.